# Rollingergrund/Belair-nord
Rollingergrund/Belair-nord (lb. Rollengergronn/Belair-Nord, niem. Rollingergrund/Belair-Nord) – dzielnica (Quartier) miasta Luksemburg, w Luksemburgu, w kantonie Luksemburg. Do 3 października 2015 dzielnica leżała w dystrykcie Luksemburg. Leży w północno-zachodniej części miasta. Jest jedną z 24 dzielnic – jednostek pomocniczych miasta Luksemburg. 31 grudnia 2022 r. populacja dzielnicy wynosiła 4683 mieszkańców. 